# Hans Quaet-Faslem
Hans Quaet-Faslem (* 3. Dezember 1874 in Hannover; † 11. Dezember 1941 in Breslau) war ein deutscher Admiral.
Sein Vater war der Forstmeister Georg Quaet-Faslem.

## Werdegang
Faslem trat am 4. April 1893 als Seekadett in die Kaiserliche Marine ein. Am 14. September 1896 wurde er zum Unterleutnant zur See befördert. Am 10. April 1899 erfolgte die Beförderung zum Oberleutnant zur See. Am 17. Mai 1904 wurde er zum Kapitänleutnant befördert. Vom 3. Januar 1908 bis zum 10. September 1910 wurde er nacheinander als Kommandant der Torpedoboothalbflottillen 3, 9 und 5 eingesetzt. Vom 16. September 1910 bis zum 31. März 1912 war er Erster Offizier auf dem Linienschiff Deutschland. Am 19. November 1910 wurde er zum Korvettenkapitän befördert. Vom 1. Oktober 1912 bis zum 29. September 1917 war er I. Admiralstabsoffizier im Kommando der Hochseeflotte. Am 24. April 1916 erfolgte die Beförderung zum Fregattenkapitän. Vom 30. September 1917 bis zum 31. Oktober 1917 war er Kommandant des Kleinen Kreuzers Straßburg. Unter Quaet-Faslems Kommando war die Straßburg bei der Besetzung der Baltischen Inseln (Unternehmen Albion bzw. Schlacht im Moon-Sund) beteiligt. Vom 11. November 1917 bis zum 20. Dezember 1917 wurde er als Kommandant vom Minenkreuzer Brummer einsetzt. Vom 1. Januar 1918 bis zum 19. Juli 1918 war er Kommandant des Kleinen Kreuzers Nürnberg. Vom 23. Juli 1918 bis zum 30. November 1918 war er II. Führer der Torpedobootsstreitkräfte. Vom 1. November 1918 bis zum 31. Juli 1919 war er Befehlshaber der Torpedobootsstreitkräfte. Vom 1. März 1919 bis zum 17. März 1920 war er Chef des Stabes Marinestation der Nordsee.
Nach dem Krieg wurde er in die Reichsmarine übernommen und am 29. November 1919 erfolgte die Beförderung zum Kapitän zur See. Nach dem Kapp-Putsch musste er sich ab Juni 1920 wegen einer vermeintlichen Beteiligung vor dem Reichsgericht verantworten und war für diese Zeit beurlaubt. Als Ergebnis wurde entschieden, dass er gemeinsam mit Walter Förtsch und Siegfried Westerkamp aus der Reichsmarine zu entlassen ist, wobei jeder zu einem anderen Zeitpunkt verabschiedet wurde. Vom 5. Januar 1921 bis zum 30. September 1921 war er als Nachfolger von Martin Hosemann Chef der Nautischen Abteilung in der Marineleitung.
Am 8. Dezember 1921 erhielt er zum Abschied den Charakter eines Konteradmirals. Nachfolgend wirkte er fast ganz in Tradition des Vaters als Güterdirektor und Generalbevollmächtigter des Fürsten zu Solms-Baruth auf dessen zweiten großen Besitzungen um Schloss Klitschdorf, Niederschlesien.